# Trejaż

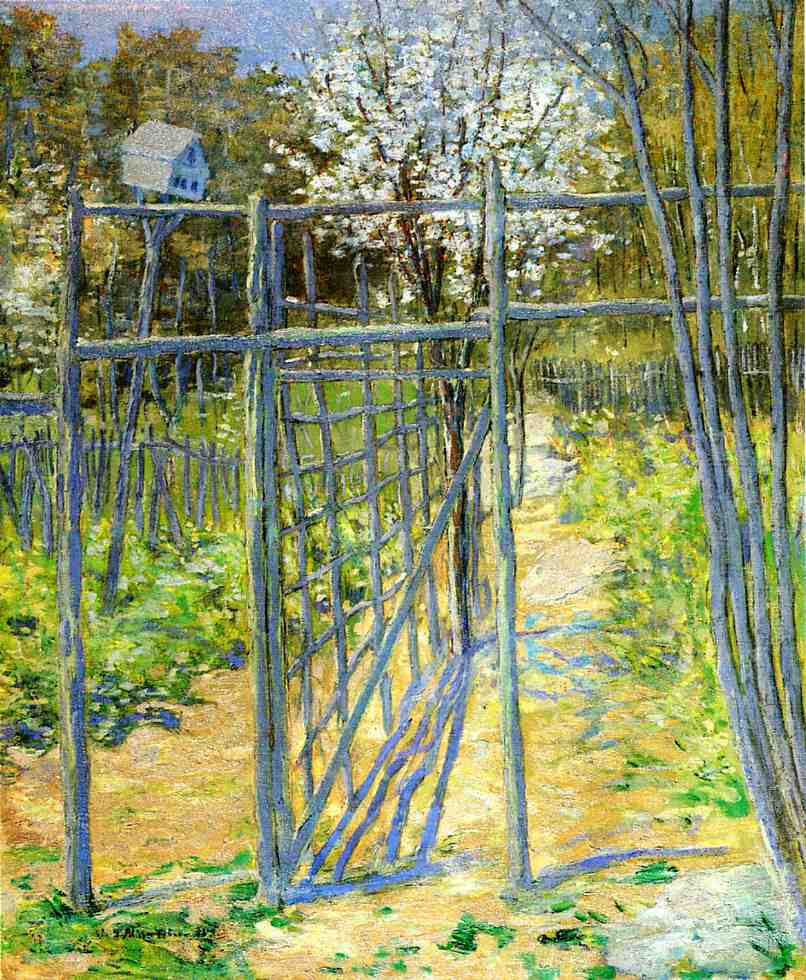
Prosty trejaż zbudowany z surowych belek połączony z poprzeczną kratą ogrodową.

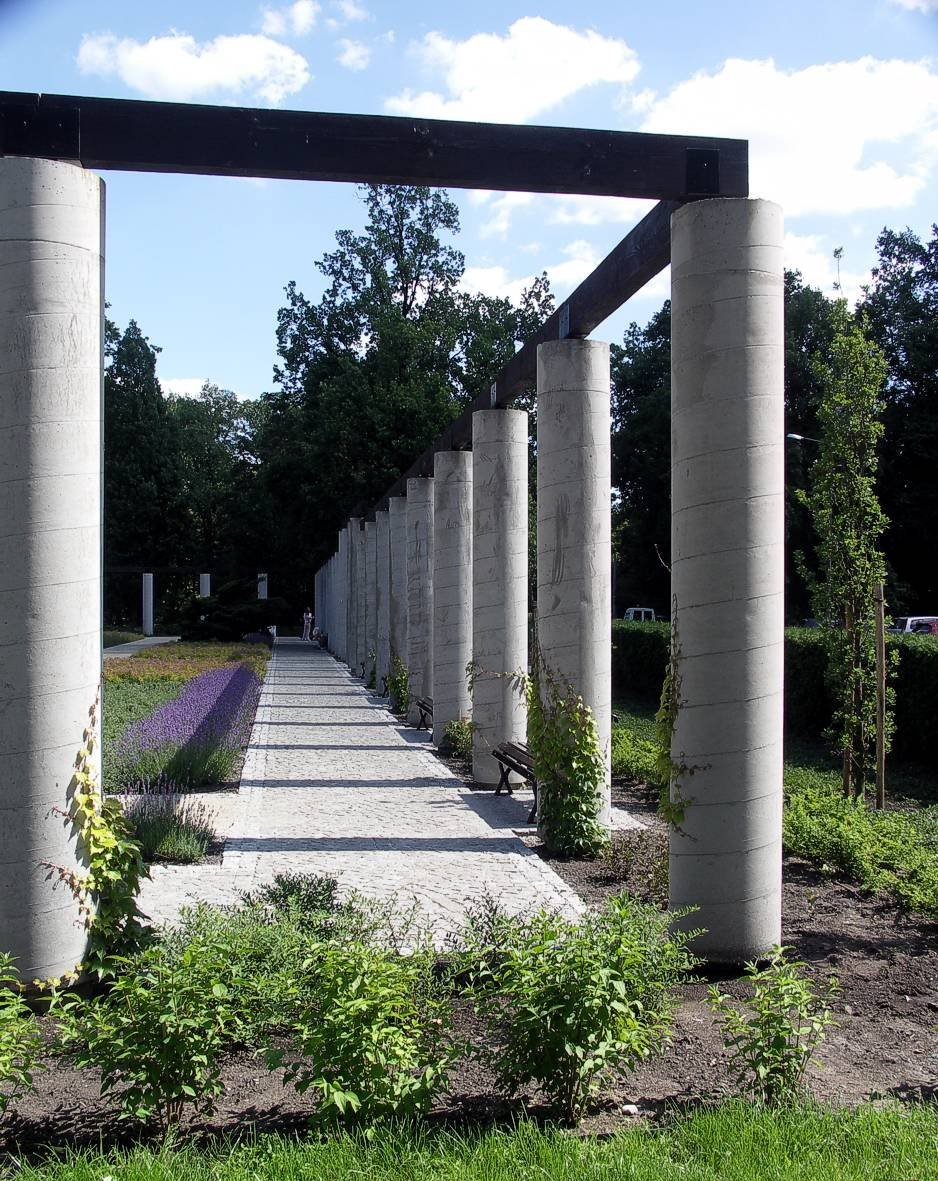
Park Południowy (Wrocław): trejaż z grubych słupów w pierwszym roku po jego wybudowaniu; kilka lat później pnącza zarosły całkowicie tę konstrukcję.

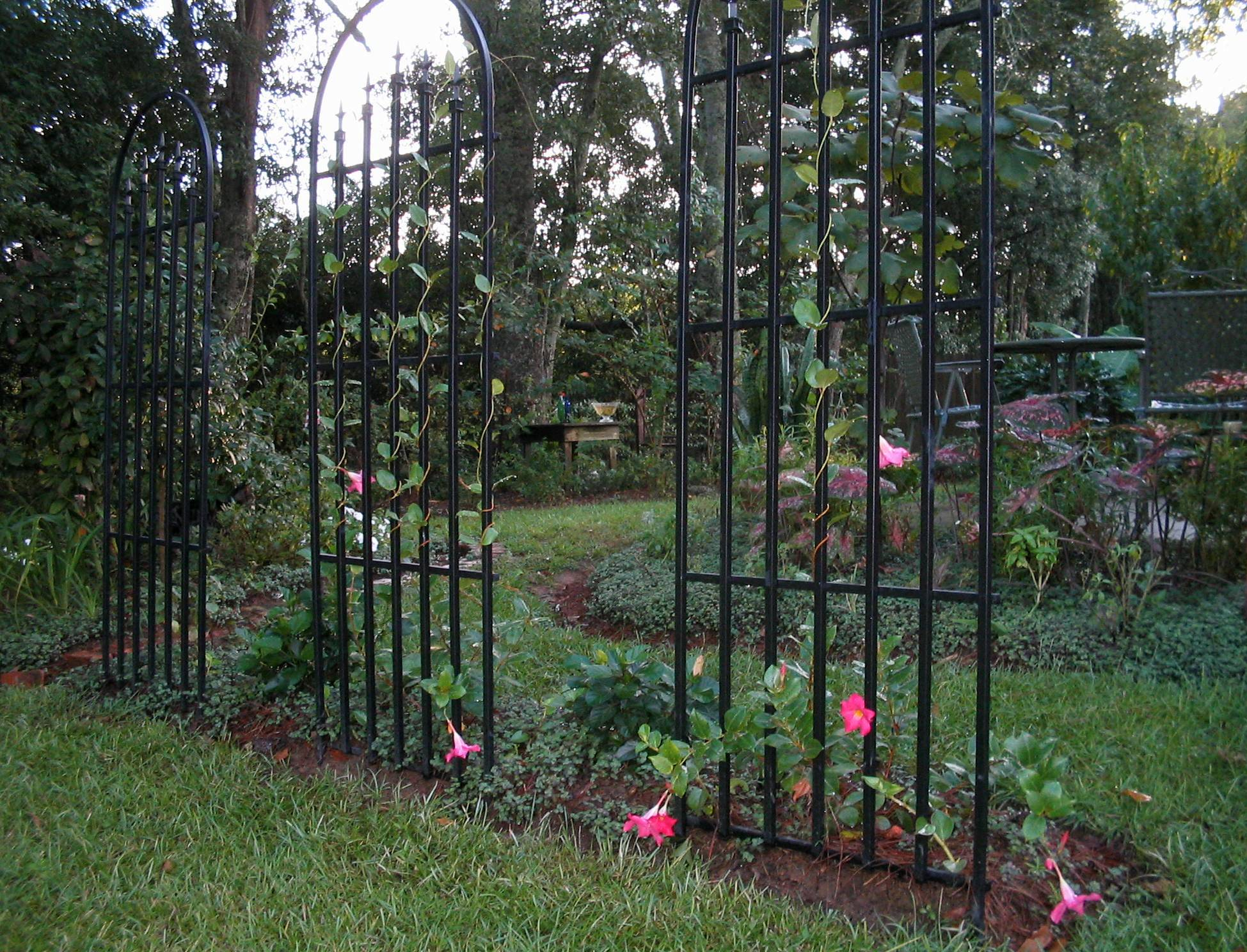
Raczej nietypowy rodzaj trejażu zbudowany z zestawu metalowych krat ogrodowych.

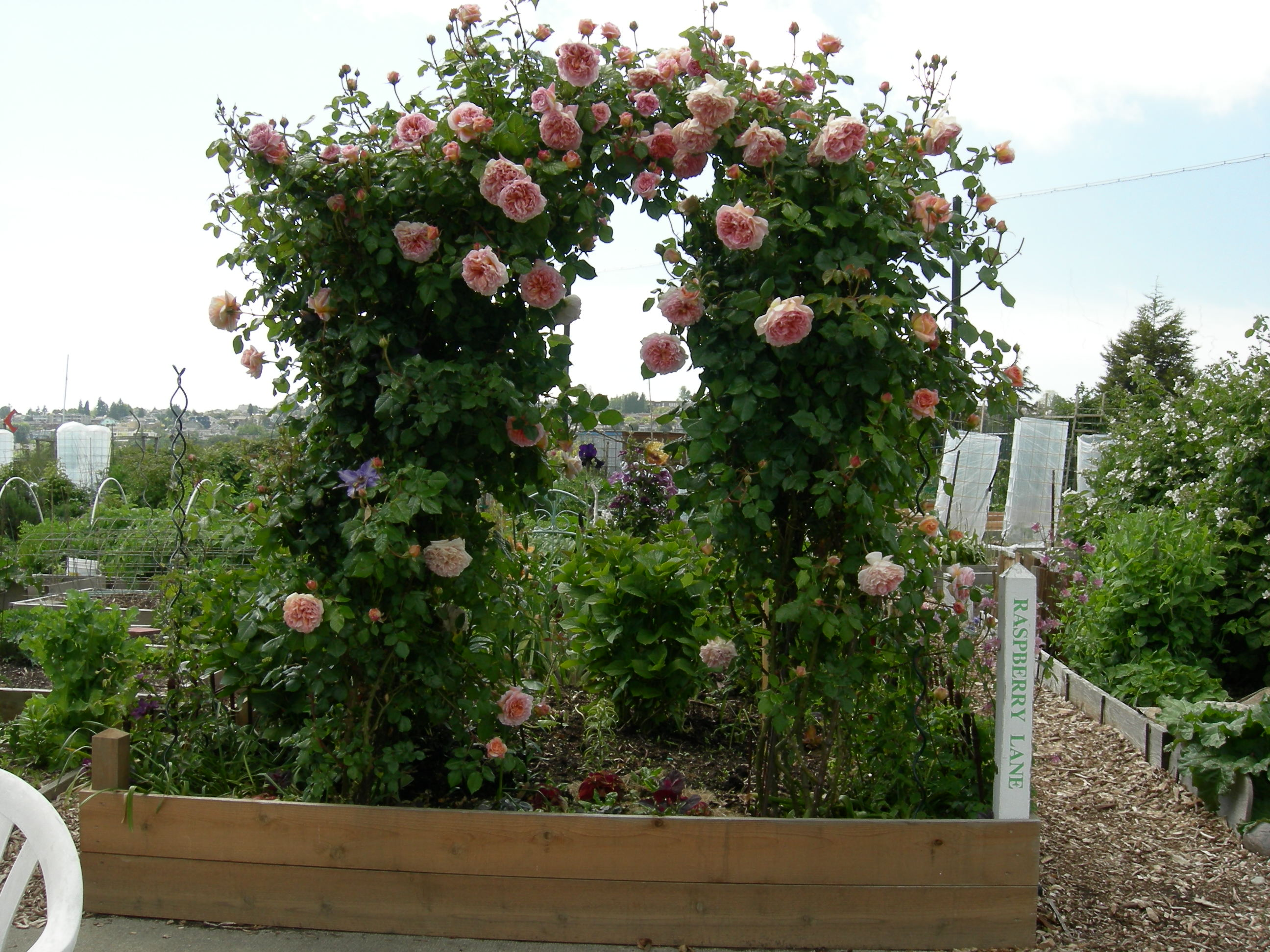
Najprostsza forma krótkiego trejażu, konstrukcję zakrywają róże

Trejaż, także: treliaż – budowla ogrodowa, składająca się z szeregu słupków, połączonych u góry poziomą belką (konstrukcyjnie można porównać ją do jednostronnego bardzo luźnego płotu z daleko rozstawionymi szczeblami lub pozbawionego szczebli). Na belce osadzone są zwykle symetryczne elementy poprzeczne w postaci krótkich grubych poprzeczek (nie jest to jednak element "obowiązkowy" i niektóre rodzaje trejaży ich nie zawierają). Konstrukcja ta służy do podtrzymywania roślin, najczęściej pnących. Ma zwykle lekką konstrukcję drewnianą. Można spotkać także trejaże wykonane z metalu lub bambusa.
Konstrukcja i rozmiar budowli różni się w zależności od umiejscowienia i rodzaju roślin, które ma za zadanie podtrzymywać (np. groszek, winorośl, bluszcz).
Chociaż trejaże wykonane z metalu są zwykle bardzo ozdobne, jednak nie zawsze jest to najlepszy wybór, np. dla winorośli. Słońce może bardzo mocno nagrzewać metal, co hamuje wzrost wielu odmian. Dla wrażliwych roślin, takich jak słodki pachnący groszek, fasola lub powój, lepszym wyborem jest drewno lub elementy wspomagające wykonane ze sznurka.
Trejażem czasem określa się także budowlę (zwykle zbudowaną z drewna) przylegającą do dachu lub ścian zewnętrznych domu (zobacz: pergola).

## Trejaż a pergola
Trejaż różni się od pergoli tym, że jest to budowla raczej płaska (w formie płotu) i w przeciwieństwie do pergoli nie posiada swojego wnętrza. Dwa trejaże po obu stronach alejki z przerzuconą nad nimi kratą lub gęsto użebrowanymi belkami tworzą pergolę, zwykle także od góry obrośniętą roślinami i zacienioną.